# Dětská autosedačka

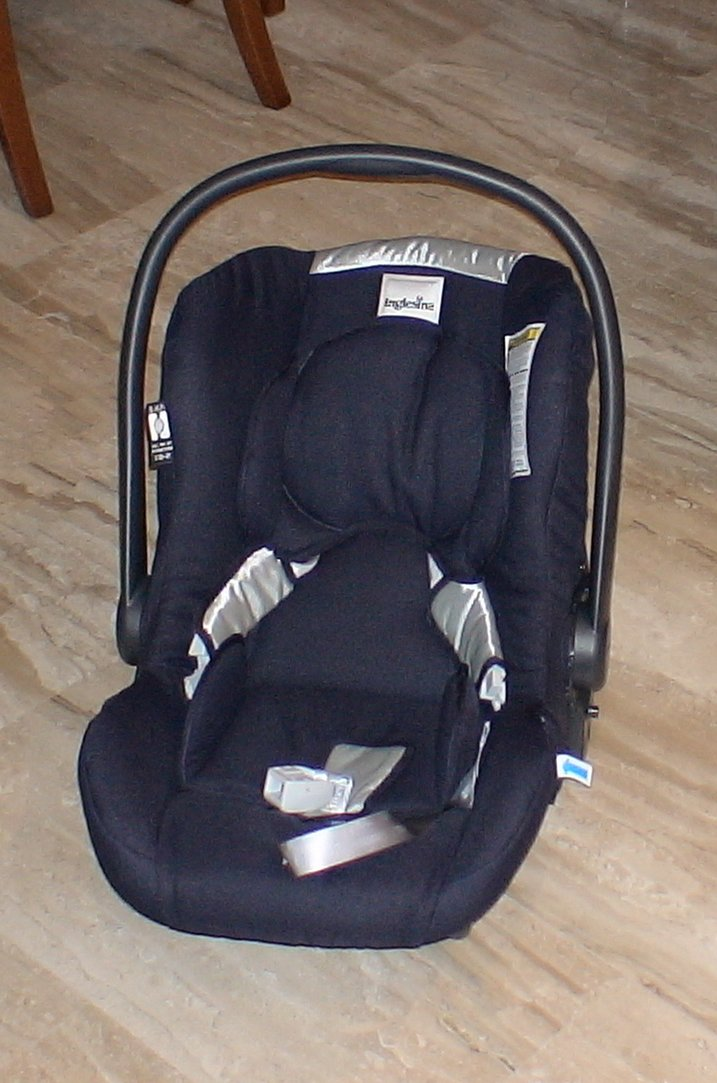
Sedačka typu vajíčko

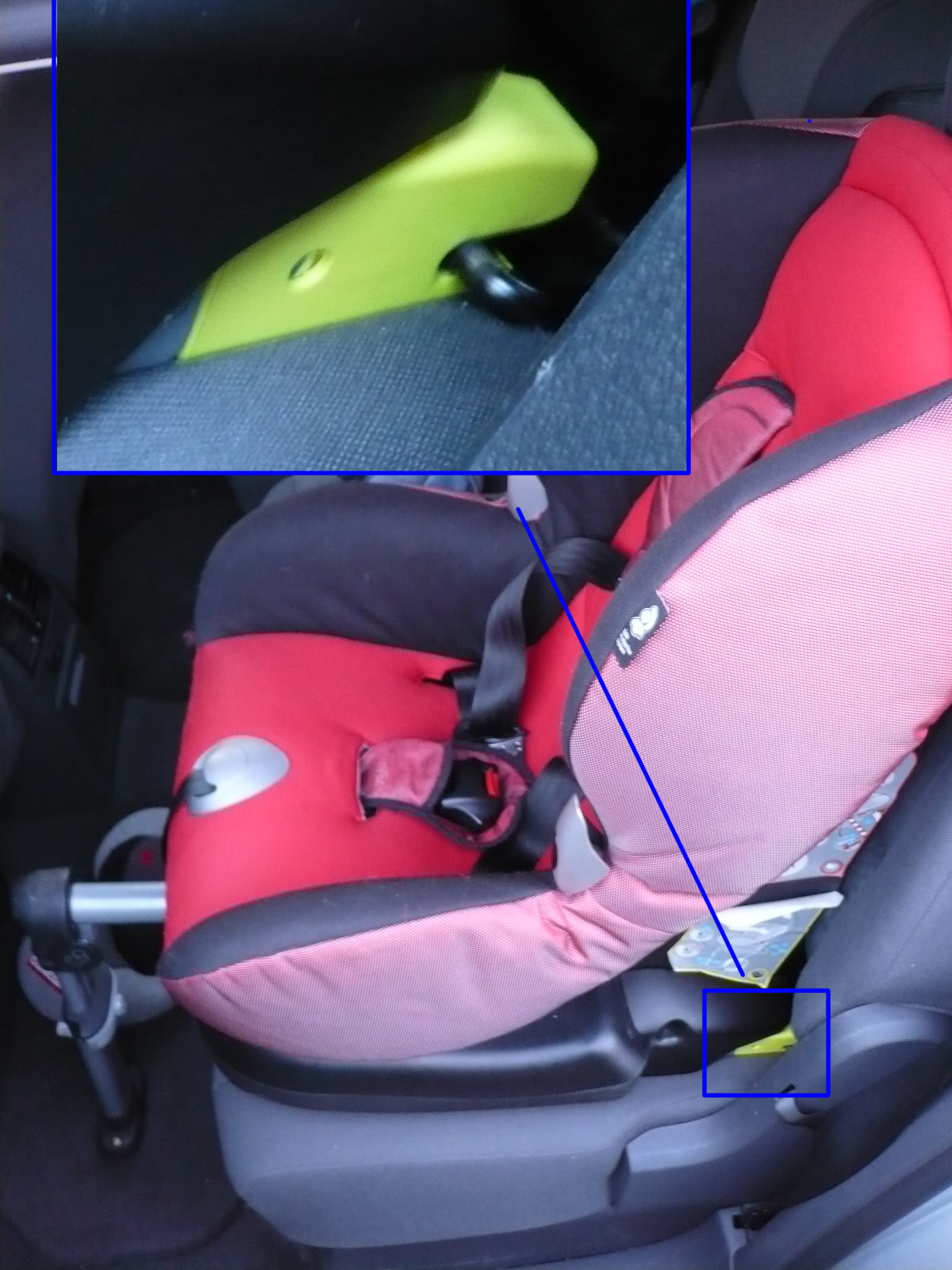
Sedačka s isofixem

Dětská autosedačka je bezpečnostní prvek sloužící ke zvýšení bezpečnosti přepravy dětí. V Evropské unii byla povinnost použít autosedačku od narození do 36 kg a do 150 cm výšky dítěte uzákoněna nařízením 2003/20/ES.

## Členění
Sedačky se dělí podle velikosti (hmotnosti) dětí, pro které jsou určeny, do čtyř skupin označených číslicemi 0-3. Některé sedačky kombinují více skupin. Ačkoliv je udávaný rozsah hmotností dítěte, neměla by hlava vyčnívat ze sedačky, proto se doporučuje přejít na vyšší skupinu i dříve, než dítě dosáhne limitní hmotnosti.
Podle způsobu uchycení do vozidla se sedačky dělí na upevňované pomocí bezpečnostních pásů a upevňované technologií ISOFIX. Existují sedačky umožňující oba způsoby přichycení.

### Skupina 0
Je určena pro děti od narození do hmotnosti 9–10 kg, tedy zhruba až do 1 roku. Nejčastěji se jim říká lidově vajíčko. Jde o jakýsi košík, ve kterém dítě napůl leží. Tyto sedačky se umisťují tak, že dítě je ve vozidle umístěno proti směru jízdy, což je dle nárazových zkoušek považováno za bezpečnější polohu. Tyto sedačky lze umístit i na přední sedadlo za předpokladu vypnutého předního airbagu.

### Skupina 0+
Je určena pro děti od narození do cca 13 kg, tedy asi do roku a čtvrt.

### Skupina 1
Je určena pro děti do 18 kg, udává se cca 2,5-3 roky věku dítěte. Skupiny 0 a 1 mají vlastní, pětibodový pás k fixaci dítěte.

### Skupina 2 a 3
Je určena pro děti do 36 kg. Sedačka v tomto případě slouží již pouze ke zmenšení prostoru mezi sedadlem vozidla a bezpečnostním pásem, dítě je upevněno běžným bezpečnostním pásem.